# Marske-by-the-Sea
Marske-by-the-Sea ist ein großes Dorf in East Cleveland, im Borough von Redcar and Cleveland, England. Es befindet sich an der Küste zwischen Redcar und Saltburn-by-the-Sea.

## Sehenswürdigkeiten
Im Ort befindet sich die zwischen 1042 und 1056 eingeweihte Kirche St. Germains.
Das Dorf hat ein Museum namens Winkies Castle. Dies ist jedoch kein Schloss, sondern ein altes Haus, das vormals von dem verstorbenen Schuster Jack Anderson gehörte. Es enthält mehr als 6.000 Ausstellungsstücke. Das „Schloss“ hat ein Webangebot und ist für die Öffentlichkeit zugänglich.

## Geschichte
Marske wird im Domesday Book aus dem 11. Jahrhundert erwähnt.
Marske wurde im Jahr 1180 mit einer Geldstrafe von 20 marks wegen seiner Rolle bei der Plünderung eines norwegischen Schiffes belegt.
Marske war die Heimatstadt von Charlotte Hughes, der mit 115 Jahren ältesten Frau die je in Großbritannien lebte.
Charles Dickens hat das Dorf besucht, um die merkwürdigen Türmchen von Marske Hall zu besuchen und die Gräber von Captain Cooks Eltern zu sehen.

## Galerie

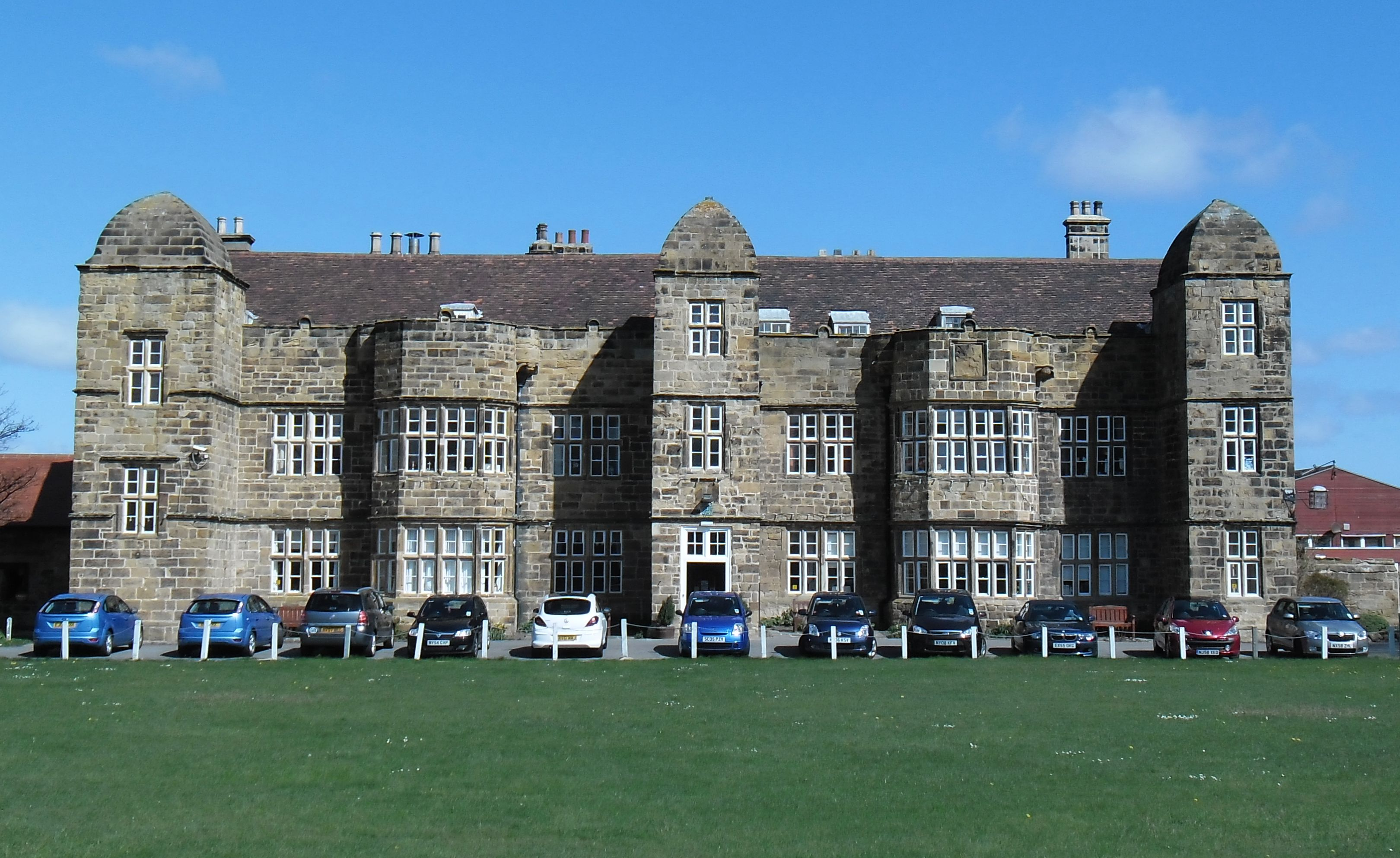
ehem. Herrenhaus Marske Hall
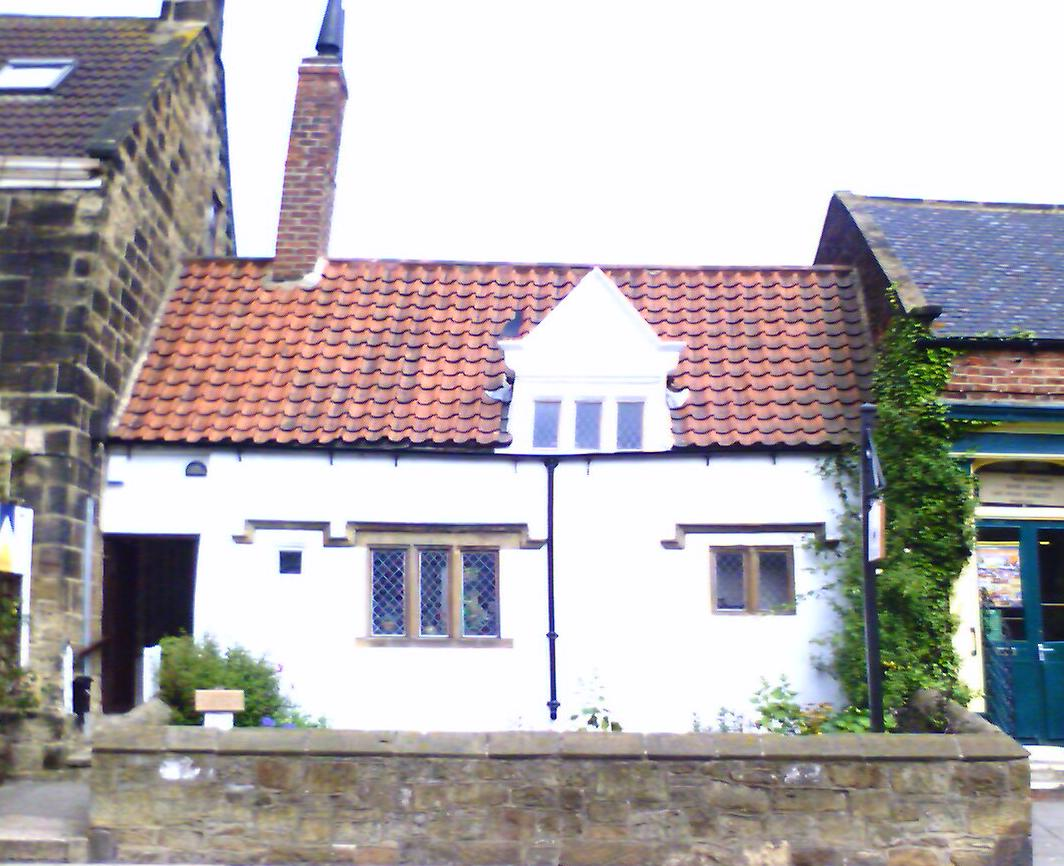
Museum Winkies Castle
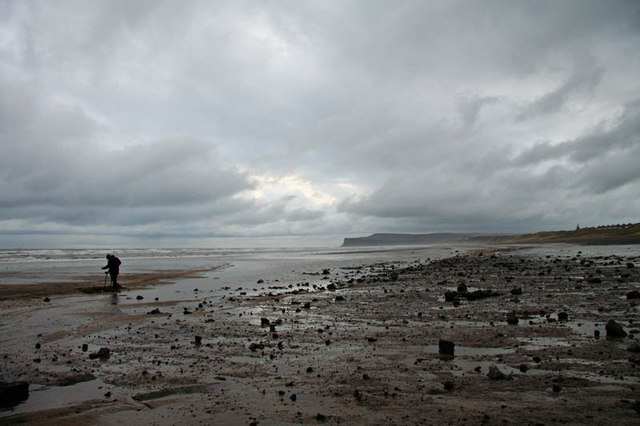
Strandblick
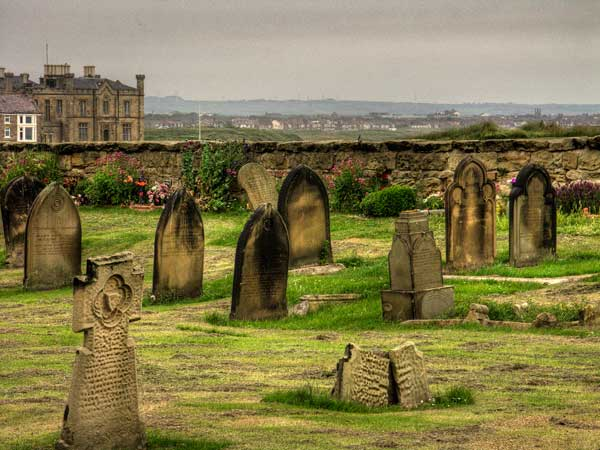
Friedhof
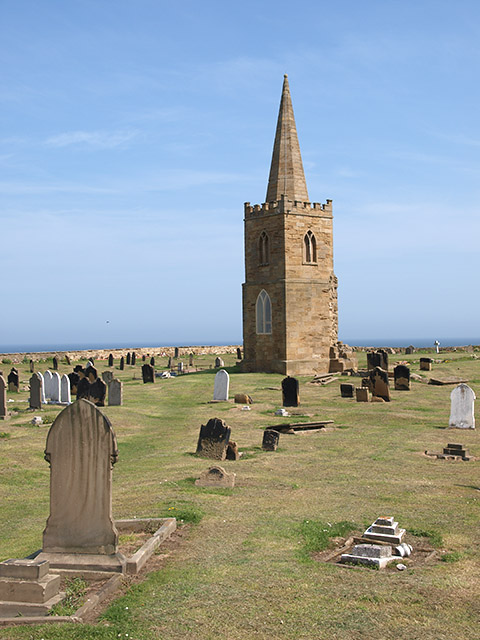
Kirchturm St. Germain
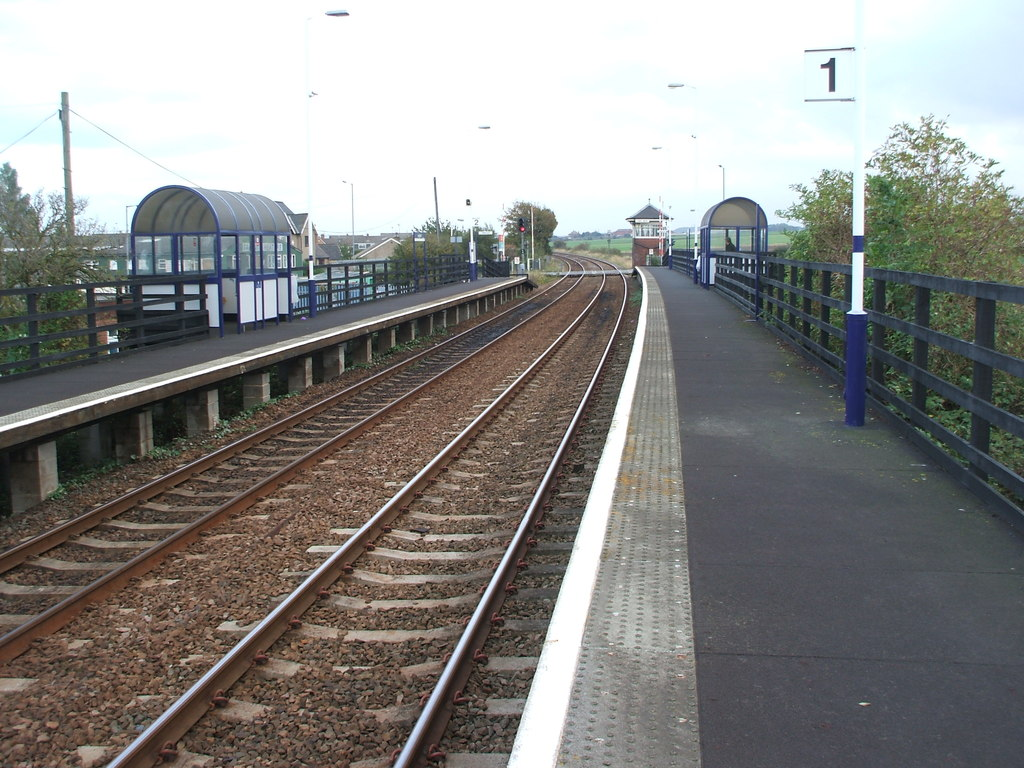
Bahnhof
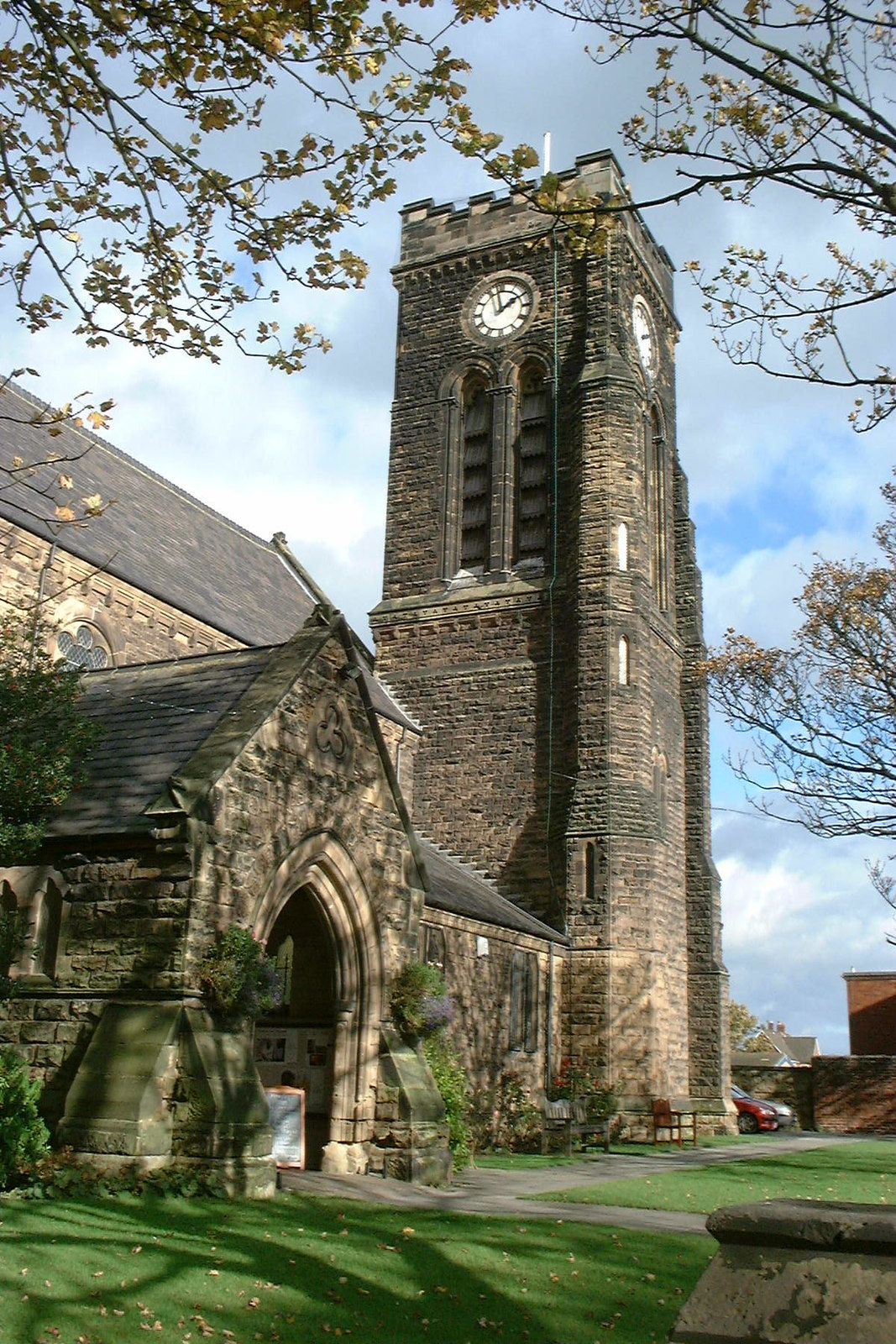
Kirche St. Markus
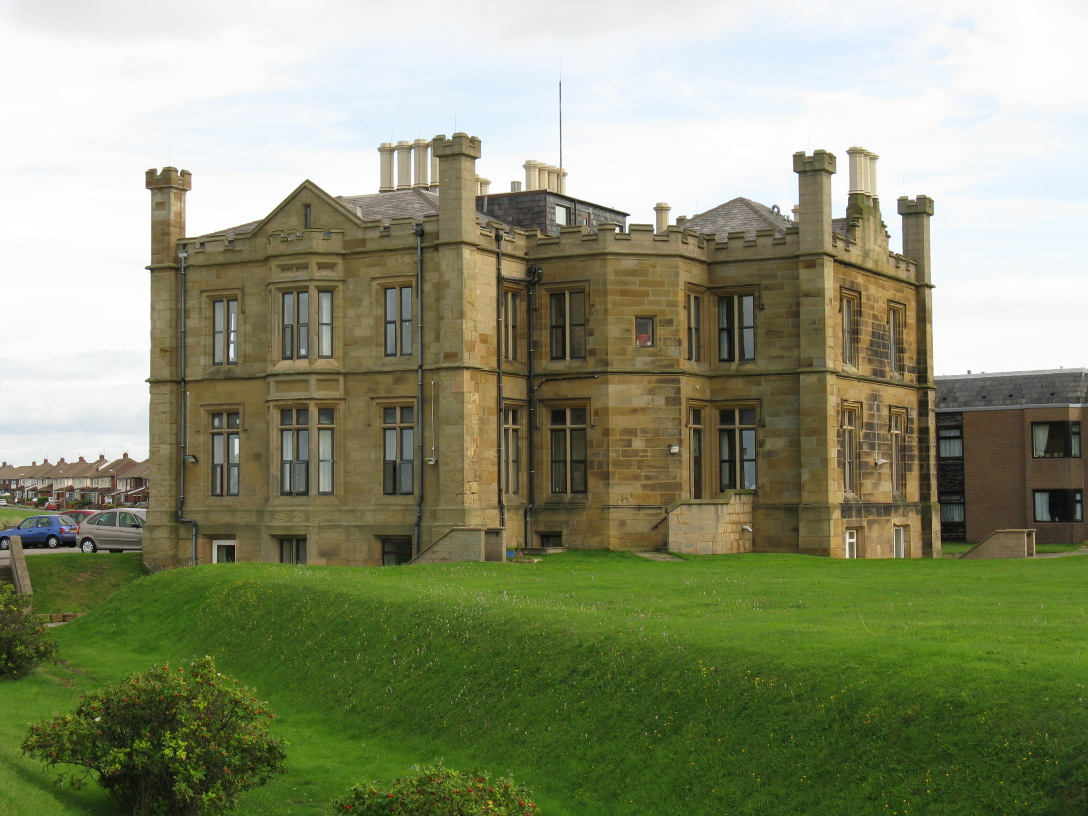
ehem. Herrenhaus Cliffe House